# Wspólnota administracyjna Zell am Harmersbach
Wspólnota administracyjna Zell am Harmersbach – wspólnota administracyjna (niem. Vereinbarte Verwaltungsgemeinschaft) w Niemczech, w kraju związkowym Badenia-Wirtembergia, w rejencji Fryburg, w regionie Südlicher Oberrhein, w powiecie Ortenau. Siedziba wspólnoty znajduje się w mieście Zell am Harmersbach, przewodniczącym jej jest Hans-Martin Moll.
Wspólnota administracyjna zrzesza jedno miasto i trzy gminy wiejskie:
- Biberach, 3 348 mieszkańców, 22,39 km²
- Nordrach, 2 049 mieszkańców, 37,75 km²
- Oberharmersbach, 2 563 mieszkańców, 40,92 km²
- Zell am Harmersbach, miasto, 7 988 mieszkańców, 36,43 km²